# Knightsbridge

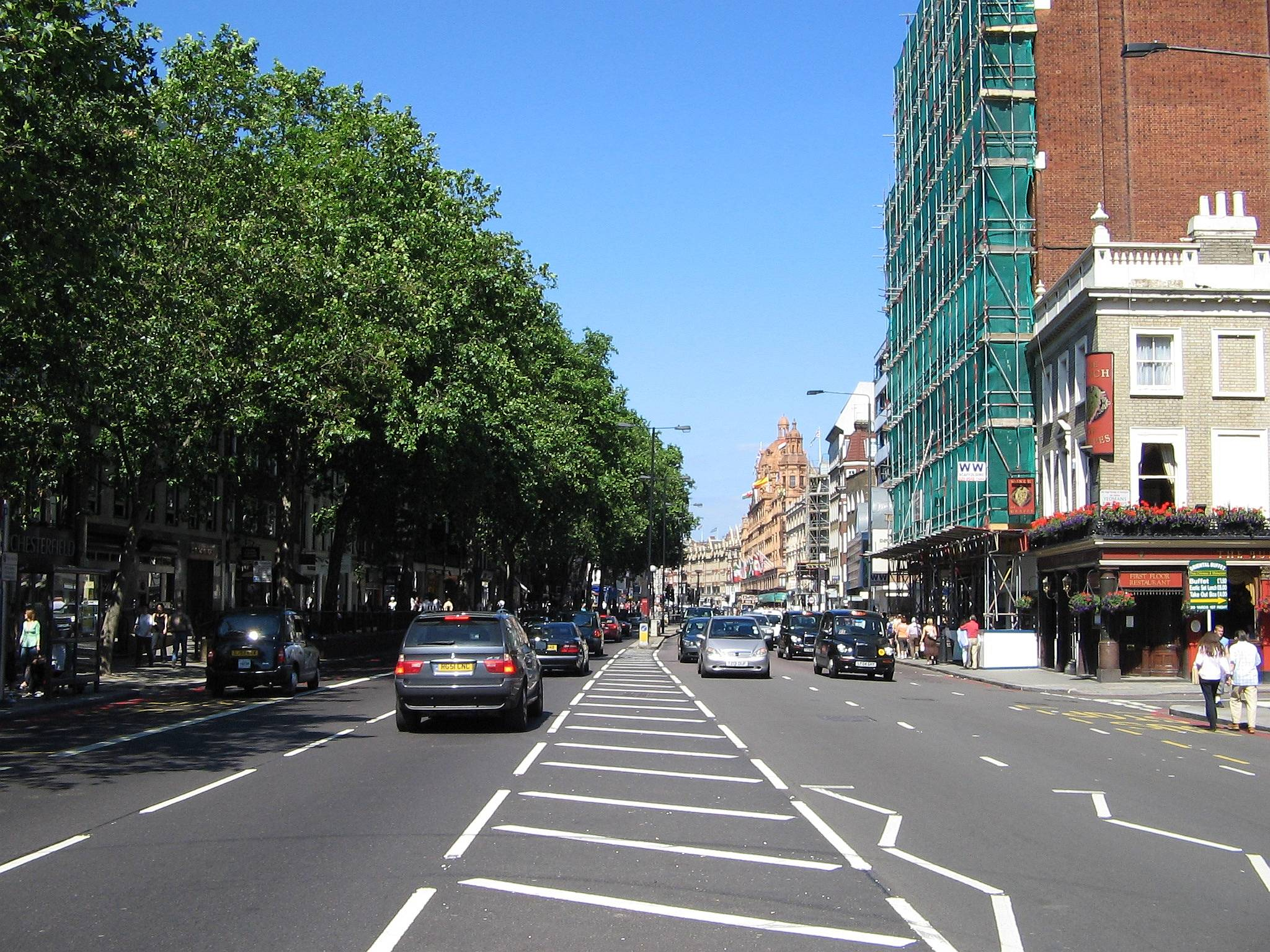
Brompton Road in Knightsbridge, met zicht op Harrods

Knightsbridge is een straat en wijk in de Britse hoofdstad Londen.
De straat loopt van het zuiden van Hyde Park in City of Westminster naar Rutland Gardens in de Royal Borough of Kensington and Chelsea, waar de straat overgaat in Kensington Road.
In de wijk bevindt zich onder meer het warenhuis Harrods.
De dichtstbijzijnde metrostations zijn Hyde Park Corner en Knightsbridge (metrostation).
De chique wijk heeft veel bekende inwoners, zoals Hugh Grant, Roman Abramovitsj en Charles Saatchi. Prinses Diana, Ian Fleming en Sienna Miller zijn in de wijk opgegroeid.
In de straat liggen de ambassades van Frankrijk en van Libië in het Verenigd Koninkrijk.

## Geboren
- Patrick White (1912-1990), Australisch schrijver en Nobelprijswinnaar (1973)